# Чёрная (Кичменгско-Городецкий район)
Чёрная — деревня в Кичменгско-Городецком районе Вологодской области.
Входит в состав Кичменгского сельского поселения, с точки зрения административно-территориального деления — в Шонгский сельсовет.
Расстояние до районного центра Кичменгского Городка по автодороге составляет 20 км. Ближайшие населённые пункты — Березовая Гора, Гриденская, Юшково.
| 2010 |
| ---- |
| 0    |

Население по данным переписи 2002 года — 7 человек.